# Иллюзия независимого радио
Иллюзия независимого радио — российская самиздатовская «радиопрограмма», созданная в 1989 году в Ростове-на-Дону и распространявшаяся на магнитофонных бобинах и кассетах. Первый в мире прообраз получившего широкое развитие в 2000-х годах медийного явления «подкастинг».

## История создания
Проект «Иллюзия независимого радио» был создан в 1989 году в Ростове-на-Дону журналистами Галиной Пилипенко и Валерием Посиделовым как проект, связанный с издаваемым ими же журналом «Ура Бум-Бум!», самиздатовским журналом, посвящённым культуре российского андеграунда.
Концептуально «Иллюзия независимого радио» являлась предтечей российского подкастинга, поскольку интернет в стране ещё отсутствовал, а какие-либо попытки выйти в радиоэфир официальным образом не рассматривались в принципе — в силу известной свирепости южно-российской медийной цензуры. Настоящая независимая радиостанция появится в Ростове-на-Дону только в 1992 году («Радио Провинция»).
Первое упоминание об «Иллюзии независимого радио» появилось в третьем номере журнала «Ура Бум-Бум!» (1989).
«Радиопрограммы» записывались в домашней студии и тиражировались на магнитофонных бобинах и кассетах. Выпуски «Иллюзии независимого радио» распространялись по подписке по всей стране. Как шутили создатели проекта, он «выходил „в эфир“ на диапазоне от 49 метров до 5 литров, помноженных на десяток гекто-паскалей».

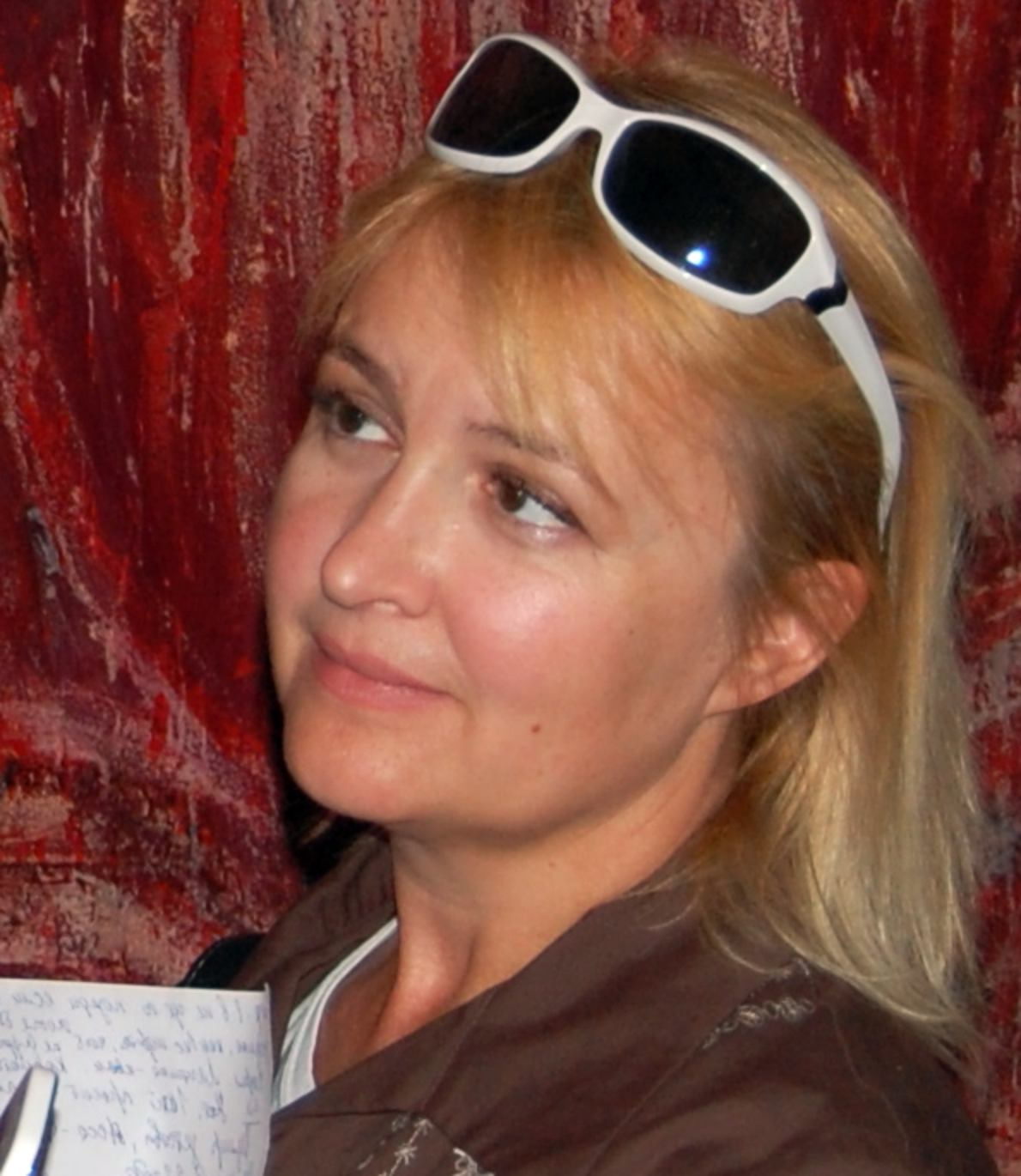
Галина Пилипенко, 2010

В первый выпуск «Иллюзии независимого радио» вошли записи ростовских андеграундных рок-групп групп «Театр Менестрелей», «Там! Нет Ничего», «ЭЛЕН», «12 вольт», «Зазеркалье» «Геликоптер Блюз Бенд», новосибирской группы «Классификация Д», питерца Святослава Задерия, интервью с Майком Науменко, Сергеем Фирсовым, Юрием Наумовым. Специально для «Иллюзии независимого радио» корреспондент Би-би-си Олег Нестеров и Яков Качур провели диалог на тему эмиграции музыкантов.
Во втором выпуске «Иллюзии независимого радио» было опубликовано раритетное интервью Егора Летова, данное корреспонденту журнала «Ура Бум-Бум!».
Шоуноты программ разрабатывались Галиной Пилипенко, Валерием Посиделовым, Андреем Барышниковым. Голосом «Иллюзии независимого радио» под псевдонимом «Андрей Ветер» выступал Андрей Барышников, директор рок-группы Валерия Посиделова «День и вечер».

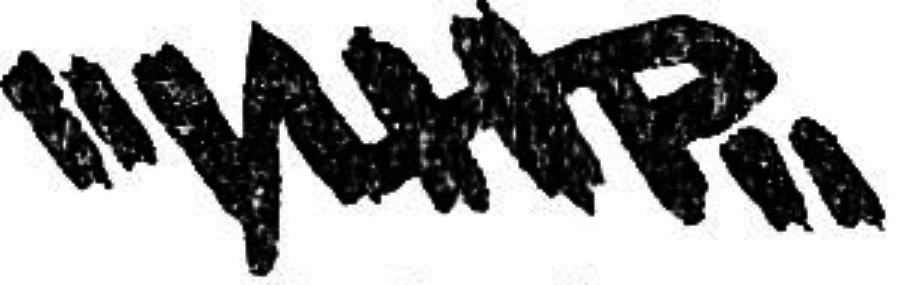
Логотип проекта «Иллюзия независимого радио»

Автор логотипа проект «Иллюзия независимого радио» — художник Фима Мусаилов (Ефимиус Мусаймелиди).
Журналист Катерина Гордеева писала в 1995 году: «„Ура Бум Бум“ обладает ещё одним интересным качеством: каждый номер имеет звуковое приложение. За десять лет существования журнала „Ура Бум Бум“ набралась огромная коллекция редких записей. Некоторые из них можно получить, обратившись в редакцию журнала.
(К примеру, есть альбомы 35 украинских команд; недавно английские друзья прислали в „Ура Бум Бум“ записи лондонских команд, за раскрутку которых только-только взялись тамошние продюсеры, а это значит, что эти группы станут широко известны лишь лет через пять шесть».
Всего было создано 4 выпуска программы.

## ИНР в современной культуре
- В 2021 году в Минске местные пивовары произвели партию крафтового пива под названием «Иллюзия независимого радио»[17]. По данным портала «UNTAPPD», это пиво было замечено, помимо Минской области, в Томске, Витебске, Москве и Санкт-Петербурге[17].
- В 2024 году был опубликован роман Артёмиса Сальниковича «Только ломаные такты», в котором упоминается «Иллюзия независимого радио»[17][18].